# 岡崎律子
岡崎律子（日语：／ Okazaki Ritsuko，1959年12月29日—2004年5月5日）是一位在动画界歌曲创作十分活跃的日本歌手，她参加过许多动画、游戏主题曲的作曲、填词、演唱和演奏。

## 簡歷
身高是158cm，血型是B，視力非常好。
她於1959年12月29日在日本長崎縣端島出生。高中时代便开始自己作词作曲，大学就已经在文化祭的音乐会上发表自己的作品。
短期大學畢業後，曾到普通企業任職。大約1982年，開始創作廣告配樂。當時，曾以森野律及RITZ為名提供樂曲。
她於1993年以唱作歌手的身分出道。为新版《魔法公主明琪桃子》（魔法のプリンセスミンキーモモ）所写的歌曲应该是她加入动画界的处女作。於1990年代，她一邊繼續她的歌唱事業，一邊為動畫的配音員（聲優），如林原惠、飯塚雅弓、井上喜久子、堀江由衣等創作歌曲。同時，她亦為包括《秋葉原電腦組》（アキハバラ電脳組）、《純情房東俏房客》（Love Hina）等的動畫作品撰寫或演唱歌曲。
2001年為動畫作品《水果籃子》演唱片頭曲，讓她開始被动画迷廣泛認識。其後與組成了二人歌唱組合(Melocure)，該組合的幾張單曲CD取得了不錯的成績。2004年，組合推出了她們的第一張專輯《Melodic Hard Cure》。2002年为《妹妹公主 RePure》片尾13个小故事OP和ED作曲。
2003年5月，被诊断得了胃癌。
2004年5月5日，她因為敗血症突然去世，享年44歲。部分動漫畫作者、配音員、歌迷在网络上写下了遗憾与祝福。戀愛冒險遊戲《交響樂之雨》是岡崎律子最后一个全部包办的音樂創作项目。
她的作品以抒情慢歌為主，创作的歌曲比较多元化。岡崎的歌曲具有詩人的想像力，深刻的情感，樂觀主義及純真的特點。她的聲音被認為是令人印象深刻地柔軟及精細。

## 个人唱片列表

### 單曲
- 最愛
- 長距離電話
- A Happy Life
- Rain or Shine－－
- L'aqouiboniste（無造作紳士）
- - c/w※

（動畫『水果籃子』片頭主題歌/片尾主題歌）
- friend ship

（動畫『只要你說你愛我』片頭主題歌）
- Morning Grace
  - c/w

（動畫『彩夢芭蕾』片頭主題歌/片尾主題歌）

### 專輯
- Sincerely yours
- Joyful Calendar
- A Happy Life
- Ritzberry Fields
- Rain or Shine
- OKAZAKI COLLECTION
- life is lovely.
- for RITZ
- Love & Life - Private Works 1999-2001

## 出演
テレビ東京系『NEWSモーニングJAM』（1996年6月11日放送分、ゲスト出演）

## 外部連結
- （日語）岡崎律子Book（岡崎律子官方網頁） （页面存档备份，存于）
- （日語）MELOCURE官方網頁 （页面存档备份，存于）
- （日語）岡崎律子 (Starchild) （页面存档备份，存于）